# Láthatatlan Rózsaszín Egyszarvú
A Láthatatlan Rózsaszín Egyszarvú (LRE) egy vallásparódia istennője, aki paradox módon egyszerre láthatatlan és rózsaszín. Az LRE az istenhívők vallásos meggyőződéseinek, „vakhitének” karikatúrájául szolgál. A szatíra a hitet elsősorban episztemológiai, logikai szempontból kritizálja, de hozzánőttek más elemek is.

## Jellemzői
A többség egyetért abban, hogy ebben az álistenségben valójában senki nem hisz igazán. A vallásosak hitének kritizálására vagy nevetségessé tételére mégis elterjedt dologgá vált, hogy egyesek, elsősorban ateisták, az egyszarvú hívőinek vallják magukat.
Az első írásos utalás a Láthatatlan Rózsaszín Egyszarvúra a Usenet alt.atheism hírcsoportjában jelent meg először 1990 és 1992 között.
Elsősorban az internetes kultúra segítségével vált ismertté, az alt.atheism hírcsoporton kívül előfordul még fórumokon, illetve több, róla szóló weblapon.
A fenti hírcsoport gyakran ismételt kérdéseiben található összefoglaló alapján:
Lényege az, hogy arra emlékeztesse a hívőket, hogy az ő igehirdetésük valószínűleg pont olyan hiteltelen és komolytalan az ateisták szemében, mint mikor egy ateista prédikál a Láthatatlan Rózsaszín Egyszarvúról […]
A következő idézet rávilágít a paródia lényegére:
A Láthatatlan Rózsaszín Egyszarvú óriási spirituális erővel bíró lény. Tudjuk ezt, hiszen képes láthatatlan és rózsaszín lenni egyszerre. Mint minden vallás, a Láthatatlan Rózsaszín Egyszarvú Hit is egyszerre alapul a józan észen és a hitbéli meggyőződésen. Hisszük, hogy rózsaszín és az eszünkkel tudjuk, hogy láthatatlan, mivel nem látjuk.
Gyakran mutatnak rá, hogy láthatatlansága miatt lehetetlen bebizonyítani, hogy a Láthatatlan Rózsaszín Egyszarvú nem létezik, ugyanúgy, mint ahogy Isten létezését sem lehet tudományos módon cáfolni. A rajta alapuló paródia része, hogy meghatározó sajátosságai, azaz a „láthatatlanság” és a „rózsaszínség” – a „hívők” szerint – következetlenek és ellentmondásosak.
Követői gyakran humorosnak tartott vitákba bonyolódnak egyéb tulajdonságait illetően, például hogy teljesen láthatatlan-e, vagy esetleg megjelenik a benne hívők számára. A gyakran gyötrelmes viták során az ellentétes nézetek képviselői néha egészen bonyolult okfejtésekbe bocsátkoznak, ami a sok vallásra jellemző hitviták egyfajta paródiája kíván lenni.
Ennek ellenére mégis sikerült már megegyezésre jutni néhány tulajdonságáról, általában a leghumorosabbnak tartott, vagy legmeghökkentőbb változatok nyernek általános elfogadottságot.
Például többé-kevésbé elfogadott, hogy kedveli a sonkás és az ananászos pizzát, bár néhány vegetáriánus szerint az LRE vegetáriánus, így mindenképpen az ananászos és a gombás pizzát részesíti előnyben. Az ananászt illetően mindenképpen egyetértés van, ahogy abban is, hogy a szalámit ki nem állhatja.
Általánosan elfogadott az is, hogy az LRE zoknikat visz maga mellé a mennybe, amely megmagyarázza, miért tűnnek el olyan gyakran. A zokniknak a szennyesből való mennybemenetele különböző elméletek szerint jó vagy akár rossz jel is lehet.
Carl Sagan a Korok és démonok című könyvében megjelent írásában megfogalmaz egy, a Láthatatlan Rózsaszín Egyszarvúhoz hasonló ötletet: „Tűzokádó sárkány lakik a garázsomban.” Az írásban a szerző garázsában egy láthatatlan, anyagtalan, hideg lángot okádó sárkány lakik, melyet semmilyen műszerrel vagy módszerrel nem lehet érzékelni.

## Lásd még
- Repülő Spagettiszörny
- Nagy Zöld Trüsszentő
- Vallásparódia

## Külső hivatkozások
- Alt.Atheism Gyakran ismételt kérdések (angolul)
- Open Directory Project Kategória (angolul)
- Egyszarvú Kutató Intézet (angolul)
- www.invisiblepinkunicorn.com (angolul)
- A Láthatatlan Rózsaszín Egyszarvú Virtuális Temploma (angolul)